# Cabomba haynesii
Cabomba haynesii är en kabombaväxtart som beskrevs av J.H. Wiersema. Cabomba haynesii ingår i släktet kabombor, och familjen kabombaväxter. Inga underarter finns listade i Catalogue of Life.